# Jonne Halttunen
Jonne Halttunen, (Finlandia; 13 de diciembre de 1985) es un copiloto finlandés de rally que compite en el Campeonato Mundial de Rally de la FIA.

## Trayectoria
Halttunen hizo su primera aparición como copiloto en 2009 en un rallye nacional en Finlandia y disfrutó compitiendo como hobby con varios pilotos locales.
Tras debutar en el WRC en el Rally de Finlandia de 2011, el finlandés comenzó a disputar más pruebas antes de ampliar su calendario para incluir rallyes por toda Europa en 2014. También ganó la categoría SM2 del Campeonato de Finlandia de Rally con su compatriota Teemu Asunmaa al año siguiente.
En 2017, Halttunen se asoció por primera vez con Kalle Rovanperä y la pareja participó en el WRC-2 en el Rally de Gran Bretaña y en el Rally de Australia con un Ford Fiesta R5.
Se embarcaron en una temporada completa de WRC-2 en 2018 a bordo de un Škoda Fabia R5. Dos victorias en Gran Bretaña y Cataluña les ayudaron a terminar terceros en el campeonato y se aseguraron el título de WRC-2 Pro al año siguiente con el mismo coche y con la actualización de este, el Skoda Fabia R5 Evo.
Halttunen tuvo su gran oportunidad en 2020 cuando se unió al Toyota Gazoo Racing WRT junto a Rovanperä en un Toyota Yaris WRC. Consiguieron un podio en su segunda prueba en Suecia y terminaron el año en quinta posición.
La temporada 2021 fue aún más exitosa, ya que la pareja se hizo con la victoria en el Rally de Estonia en julio, antes de repetir la hazaña en Grecia solo dos meses después.
La temporada 2022 fue la consagración de la duplá finesa. Ganarón seis rallyes (Suecia, Croacia, Portugal, Safari, Estonia y Nueva Zelanda) y consiguierón dos podios en casa, en Finlandia y Cataluña. Al lograr la victoria en Nueva Zelanda y conseguir los cinco puntos en el Power Stage, Rovanperä y Halttunen se consagrarón campeones mundiales.

## Palmarés

### Títulos
| Año  | Título                   | Automóvil              |
| ---- | ------------------------ | ---------------------- |
| 2019 | Campeón del WRC-2 Pro    | Skoda Fabia R5 Evo     |
| 2022 | Campeón Mundial de Rally | Toyota GR Yaris Rally1 |
| 2023 | Campeón Mundial de Rally | Toyota GR Yaris Rally1 |

### Victorias

#### Victorias en el WRC
| #  | Rally                                      | Temp. | Piloto          | Auto                   |
| -- | ------------------------------------------ | ----- | --------------- | ---------------------- |
| 1  | 11. Rally Estonia                          | 2021  | Kalle Rovanperä | Toyota Yaris WRC       |
| 2  | 65. EKO Acropolis Rally of Gods            | 2021  | Kalle Rovanperä | Toyota Yaris WRC       |
| 3  | 69th Rally Sweden                          | 2022  | Kalle Rovanperä | Toyota GR Yaris Rally1 |
| 4  | 46. Croatia Rally                          | 2022  | Kalle Rovanperä | Toyota GR Yaris Rally1 |
| 5  | 55.º Vodafone Rally de Portugal            | 2022  | Kalle Rovanperä | Toyota GR Yaris Rally1 |
| 6  | 70th Safari Rally Kenya                    | 2022  | Kalle Rovanperä | Toyota GR Yaris Rally1 |
| 7  | 12. WRC Rally Estonia                      | 2022  | Kalle Rovanperä | Toyota GR Yaris Rally1 |
| 8  | 45th Repco Rally New Zealand               | 2022  | Kalle Rovanperä | Toyota GR Yaris Rally1 |
| 9  | 56.º Vodafone Rally de Portugal            | 2023  | Kalle Rovanperä | Toyota GR Yaris Rally1 |
| 10 | 13. WRC Rally Estonia                      | 2023  | Kalle Rovanperä | Toyota GR Yaris Rally1 |
| 11 | 67. EKO Acropolis Rally Greece             | 2023  | Kalle Rovanperä | Toyota GR Yaris Rally1 |
| 12 | 72nd Safari Rally Kenya                    | 2024  | Kalle Rovanperä | Toyota GR Yaris Rally1 |
| 13 | 80. Orlen Rally Poland                     | 2024  | Kalle Rovanperä | Toyota GR Yaris Rally1 |
| 14 | 1.º Tet Rally Latvia                       | 2024  | Kalle Rovanperä | Toyota GR Yaris Rally1 |
| 15 | 3. Rally Chile BIOBÍO                      | 2024  | Kalle Rovanperä | Toyota GR Yaris Rally1 |
| 16 | 49.º Rally Islas Canarias - Rally of Spain | 2025  | Kalle Rovanperä | Toyota GR Yaris Rally1 |

#### Victorias en el WRC-2 Pro
| # | Rally                            | Temp. | Piloto          | Auto               |
| - | -------------------------------- | ----- | --------------- | ------------------ |
| 1 | 1º Copec Rally Chile             | 2019  | Kalle Rovanperä | Škoda Fabia R5     |
| 2 | 53.er Vodafone Rally de Portugal | 2019  | Kalle Rovanperä | Škoda Fabia R5 Evo |
| 3 | 16º Rally d'Italia Sardegna      | 2019  | Kalle Rovanperä | Škoda Fabia R5 Evo |
| 4 | 69. Neste Rally Finland          | 2019  | Kalle Rovanperä | Škoda Fabia R5 Evo |
| 5 | 75. Dayinsure Wales Rally GB     | 2019  | Kalle Rovanperä | Škoda Fabia R5 Evo |

#### Victorias en el WRC-2
| # | Rally                                   | Temp. | Piloto          | Auto           |
| - | --------------------------------------- | ----- | --------------- | -------------- |
| 1 | 26. Kennards Hire Rally Australia       | 2017  | Kalle Rovanperä | Ford Fiesta R5 |
| 2 | 74. Dayinsure Wales Rally GB            | 2018  | Kalle Rovanperä | Škoda Fabia R5 |
| 3 | 54. RallyRACC Catalunya - Costa Daurada | 2018  | Kalle Rovanperä | Škoda Fabia R5 |

## Estadísticas

### Resultados en el Campeonato Mundial de Rally
| Año  | Equipo                  | Coche                  | 1      | 2      | 3       | 4       | 5       | 6       | 7     | 8       | 9       | 10     | 11     | 12     | 13     | 14    | Pos. | Puntos |
| ---- | ----------------------- | ---------------------- | ------ | ------ | ------- | ------- | ------- | ------- | ----- | ------- | ------- | ------ | ------ | ------ | ------ | ----- | ---- | ------ |
| 2011 | Santeri Jokinen         | Honda Civic Type-R     | SWE    | MEX    | POR     | JOR     | ITA     | ARG     | GRE   | FIN 50  | GER     | AUS    | FRA    | ESP    | GBR    |       | -    | 0      |
| 2012 | Matias Kauppinen        | Subaru Impreza STi N12 | MON    | SWE    | MEX     | POR     | ARG     | GRE     | NZL   | FIN 24  | GER     | GBR    | FRA    | ITA    | ESP    |       | -    | 0      |
| 2013 | Matias Kauppinen        | Subaru Impreza STi     | MON    | SWE    | MEX     | POR     | ARG     | GRE     | ITA   | FIN 26  | GER     | AUS    | FRA    | ESP    | GBR    |       | -    | 0      |
| 2014 | Matias Kauppinen        | Citroën C2 R2          | MON    | SWE    | MEX     | POR     | ARG     | ITA     | POL   | FIN Ret | GER     | AUS    | FRA    | ESP    | GBR    |       | -    | 0      |
| 2017 | Hannu's Rally Team      | Škoda Fabia R5         | MON    | SWE    | MEX     | FRA     | ARG     | POR     | ITA   | POL     | FIN 13  |        |        |        |        |       | 27.º | 1      |
| 2017 | Kalle Rovanperä         | Ford Fiesta R5         |        |        |         |         |         |         |       |         |         | GER    | ESP    | GBR 35 | AUS 10 |       | 27.º | 1      |
| 2018 | Kalle Rovanperä         | Škoda Fabia R5         | MON 11 | SWE    |         |         |         |         |       |         |         |        |        |        |        |       | 23.º | 3      |
| 2018 | Škoda Motorsport        | Škoda Fabia R5         |        |        | MEX 15  | FRA     | ARG Ret | POR     | ITA   | FIN 14  |         | TUR    |        |        | AUS    |       | 23.º | 3      |
| 2018 | Škoda Motorsport II     | Škoda Fabia R5         |        |        |         |         |         |         |       |         | GER 10  |        | GBR 9  | ESP 12 |        |       | 23.º | 3      |
| 2019 | Škoda Motorsport        | Škoda Fabia R5         | MON 18 | SWE 18 | MEX     | FRA Ret | ARG     | CHL 8   |       |         |         |        |        |        |        |       | 13.º | 18     |
| 2019 | Škoda Motorsport        | Skoda Fabia R5 Evo     |        |        |         |         |         |         | POR 6 | ITA 9   | FIN 9   | GER 16 | TUR 18 | GBR 9  | ESP 12 | AUS C | 13.º | 18     |
| 2020 | Toyota Gazoo Racing WRT | Toyota Yaris WRC       | MON 5  | SWE 3  | MEX 5   | EST 5   | TUR 4   | ITA Ret | MNZ 5 |         |         |        |        |        |        |       | 5.º  | 80     |
| 2021 | Toyota Gazoo Racing WRT | Toyota Yaris WRC       | MON 4  | ART 2  | CRO Ret | POR 22  | ITA 25  | SAF 6   | EST 1 | BEL 3   | GRE 1   | FIN 34 | ESP 5  | MNZ 9  |        |       | 4.º  | 142    |
| 2022 | Toyota Gazoo Racing WRT | Toyota GR Yaris Rally1 | MON 4  | SWE 1  | CRO 1   | POR 1   | ITA 5   | SAF 1   | EST 1 | FIN 2   | BEL 62  | GRE 15 | NZL 1  | ESP 3  | JPN 12 |       | 1.º  | 255    |
| 2023 | Toyota Gazoo Racing WRT | Toyota GR Yaris Rally1 | MON 2  | SWE 4  | MEX 4   | CRO 4   | POR 1   | ITA 3   | SAF 2 | EST 1   | FIN Ret | GRE 1  | CHL 4  | EUR 2  | JPN 3  |       | 1.º  | 250    |
| 2024 | Toyota Gazoo Racing WRT | Toyota GR Yaris Rally1 | MON    | SWE 39 | SAF 1   | CRO     | POR 33  | ITA     | POL 1 | LAT 1   | FIN Ret | GRE    | CHL 1  | EUR    | JPN    |       | 7.º  | 114    |
| 2025 | Toyota Gazoo Racing WRT | Toyota GR Yaris Rally1 | MON 4  | SWE 5  | SAF Ret | ESP 1   | POR 3   | ITA 3   | GRE   | EST     | FIN     | PAR    | CHL    | EUR    | JPN    | SAU   | 3.º* | 113*   |

- * Temporada en curso.

### Resultados en el WRC-2
| Año  | Equipo              | Coche          | 1   | 2   | 3     | 4   | 5       | 6   | 7   | 8     | 9     | 10  | 11    | 12     | 13    | Pos. | Puntos |
| ---- | ------------------- | -------------- | --- | --- | ----- | --- | ------- | --- | --- | ----- | ----- | --- | ----- | ------ | ----- | ---- | ------ |
| 2017 | Kalle Rovanperä     | Ford Fiesta R5 | MON | SWE | MEX   | FRA | ARG     | POR | ITA | POL   | FIN   | GER | ESP   | GBR 15 | AUS 1 | 15.º | 25     |
| 2018 | Škoda Motorsport    | Škoda Fabia R5 | MON | SWE | MEX 5 | FRA | ARG Ret | POR | ITA | FIN 4 |       | TUR |       |        | AUS   | 3.º  | 90     |
| 2018 | Škoda Motorsport II | Škoda Fabia R5 |     |     |       |     |         |     |     |       | GER 2 |     | GBR 1 | ESP 1  |       | 3.º  | 90     |

### Resultados en el WRC-2 Pro
| Año  | Equipo           | Coche              | 1     | 2     | 3   | 4       | 5   | 6     | 7     | 8     | 9     | 10    | 11    | 12    | 13    | 14  | Pos. | Puntos |
| ---- | ---------------- | ------------------ | ----- | ----- | --- | ------- | --- | ----- | ----- | ----- | ----- | ----- | ----- | ----- | ----- | --- | ---- | ------ |
| 2019 | Škoda Motorsport | Škoda Fabia R5     | MON 2 | SWE 2 | MEX | FRA Ret | ARG | CHL 1 |       |       |       |       |       |       |       |     | 1.º  | 206    |
| 2019 | Škoda Motorsport | Skoda Fabia R5 Evo |       |       |     |         |     |       | POR 1 | ITA 1 | FIN 1 | GER 3 | TUR 3 | GBR 1 | ESP 3 | AUS | 1.º  | 206    |